# Erythrina blakei
Erythrina blakei là một loài thực vật có hoa trong họ Đậu. Loài này được R.Parker miêu tả khoa học đầu tiên.